# Атест
Атест је документ којим се потврђује да су неки материјали или производи на нивоу квалитета који прописују технички услови, и да испуњавају захтјеве за употребу.
Оформљује се у производњи или накнадним тестирањем производа. Издаје се на захтјев купца, а неки производи морају имати атест и без посебног захтјева. Атести које издају посебне установе или државни органи имају снагу јавне исправе.
У СФРЈ је издавање атеста било регулисано Законом о југословенским стандардима (ЈУС).